# The Wonderful Country
The Wonderful Country (bra: Terra Maravilhosa) é um filme estadunidense de 1959 do gênero bangue-bangue, dirigido por Robert Parrish.

## Elenco
- Robert Mitchum...Martin Brady
- Julie London...Helen Colton
- Gary Merrill...Major Stark Colton
- Albert Dekker...capitão Rucker
- Jack Oakie...Travis Hyte
- Charles McGraw...doutor Stovall
- Satchel Paige...Tobe Sutton
- Anthony Caruso...Santiago Santos
- Mike Kellin...Pancho Gil
- Pedro Armendariz...Cipriano Castro
- Victor Mendoza...general Castro

## Sinopse
O pistoleiro Martin Brady cruza o Rio Grande vindo do México para o Texas com vários homens, para adquirir armas contrabandeadas para seus patrões mexicanos, os corruptos e poderosos Irmãos Castro. Ele sofre um acidente com o cavalo e não pode retornar, ficando alguns meses com a perna engessada. Enquanto se recupera, é revelado que ele fugira para o México quando jovem por ter matado o assassino de seu pai. O capitão Rucker dos Texas Rangers conta a Brady que ele sabe de seu crime mas que o mesmo foi perdoado e deseja que ele entre para aquela força policial pelos seus conhecimentos da língua e das terras mexicanas onde vivem os índios em pé de guerra. O comandante do exército americano na região, major Colton, também lhe pede ajuda para lutar contra os Apaches dentro do México.
Brady quer ficar, mas se envolve em um novo tiroteio e foge novamente para se reunir com os Castros. Brady sabe que terá problemas nessa volta pois um dos irmãos o culpa pelo roubo das armas, que ocorrera enquanto ele estivera em recuperação. E a situação se agrava quando os irmãos iniciam uma luta entre si pelo poder.